# هیورهی ناربوت
هیورهی ناربوت (اوکراینی: Георгій Іванович Нарбут؛ ۹ مارس ۱۸۸۶ – ۲۳ مهٔ ۱۹۲۰) نقاش اهل امپراتوری روسیه بود.